# 圣玛利亚天主之母堂
圣玛利亚天主之母堂（Santa Maria Mater Domini）是一座文艺复兴风格的教堂，位于意大利威尼斯圣十字区。

## 历史
该堂最早可追溯到公元十世纪。目前内部的建筑师并不完全确定。立面是Jacopo Sansovino的作品。第二祭台有文琴佐·卡泰纳的“圣加大肋纳的异象”，以及弗朗切斯科·比索洛的“主显圣容”。

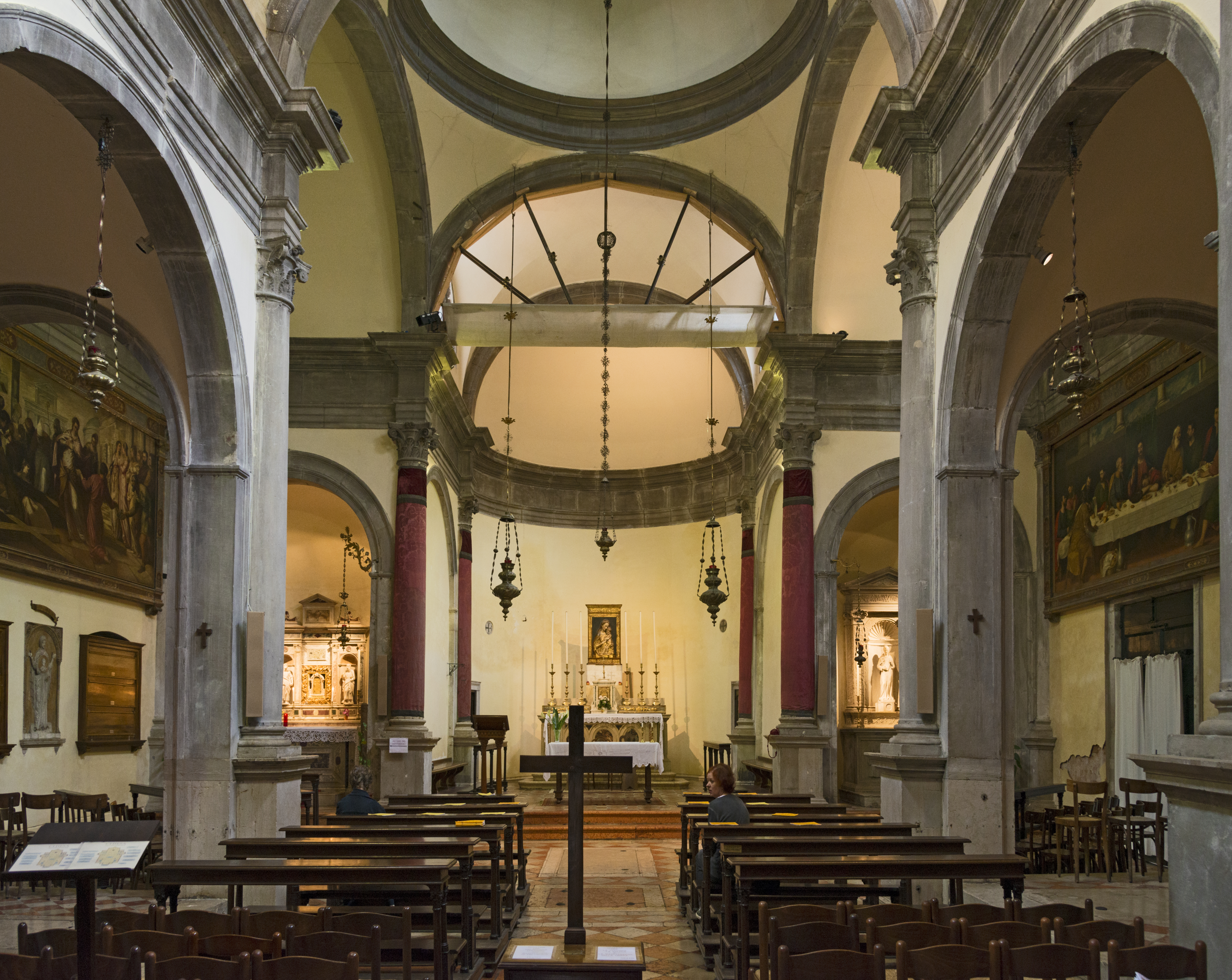

在入口的左侧，是Giovanni da Pisa的圣母浮雕；右边第一个祭台，是Lorenzo Bregno和Antonio Minelli的雕塑;在右耳堂是丁托列托的“寻获十字架”；对面是Bonifazio dei Pitati的“最后的晚餐”；下方是拜占庭圣母浮雕。